# Lijst van rijksmonumenten in Den Haag/Laak
Het stadsdeel Laak in Den Haag, kent 10 inschrijvingen in het rijksmonumentenregister; hieronder een overzicht.

## Binckhorst
De wijk Binckhorst kent 7 rijksmonumenten:
| Object                                                                                             | Oorspronkelijke functie? | Bouwjaar                              | Architect | Locatie                 | Coördinaten?                 | Nr.?   | Afbeelding                                                                                         |
| -------------------------------------------------------------------------------------------------- | ------------------------ | ------------------------------------- | --------- | ----------------------- | ---------------------------- | ------ | -------------------------------------------------------------------------------------------------- |
| De Binckhorst                                                                                      | Kasteel, buitenplaats    | 17e eeuw (bouw) 18e eeuw (verbouwing) |           | Binckhorstlaan 149      | 52° 4' 1" NB, 4° 20' 14" OL  | 17465  | Meer afbeeldingen                                                                                  |
| Hekwerk van belang als onderdeel van het complex van de voormalige Tweede Gemeentelijke Gasfabriek | Erfscheiding             | 1905-07                               |           | Trekvlietplein 1        | 52° 4' 16" NB, 4° 19' 41" OL | 459732 | Hekwerk van belang als onderdeel van het complex van de voormalige Tweede Gemeentelijke Gasfabriek |
| Portiersloge                                                                                       | Dienstwoning             | 1905-07                               |           | Trekvlietplein 1        | 52° 4' 17" NB, 4° 19' 41" OL | 459733 | Portiersloge                                                                                       |
| Kantoor                                                                                            | Handel en kantoor        | 1905-07                               |           | Trekvlietplein 3        | 52° 4' 16" NB, 4° 19' 42" OL | 459734 | Kantoor                                                                                            |
| Fabriekshal                                                                                        | Industrie                | 1905-07                               |           | Trekvlietplein 19       | 52° 4' 18" NB, 4° 19' 43" OL | 459735 | Fabriekshal                                                                                        |
| Voormalige Directiewoning                                                                          | Dienstwoning             | 1905-07                               |           | Trekvlietplein 6 en 6A  | 52° 4' 17" NB, 4° 19' 40" OL | 459736 | Voormalige Directiewoning                                                                          |
| Voormalige Dienstwoningen                                                                          | Dienstwoning             | 1905-07                               |           | Trekvlietplein 12 en 14 | 52° 4' 18" NB, 4° 19' 43" OL | 459737 | Voormalige Dienstwoningen                                                                          |

## Laakkwartier en Spoorwijk
Laakkwartier en Spoorwijk kent 3 rijksmonumenten:
| Object                                           | Oorspronkelijke functie?  | Bouwjaar | Architect       | Locatie           | Coördinaten?                 | Nr.?   | Afbeelding        |
| ------------------------------------------------ | ------------------------- | -------- | --------------- | ----------------- | ---------------------------- | ------ | ----------------- |
| Vrijstaand havenkantoor in overgangsarchitectuur | Handel en kantoor         | 1900     | A.A. Schadee    | Goudriaankade 90  | 52° 4' 9" NB, 4° 19' 50" OL  | 459726 | Meer afbeeldingen |
| HTO-gebouw                                       | Sociale zorg, liefdadigh. | 1923-25  | K.P.C. de Bazel | Rijswijkseweg 340 | 52° 3' 59" NB, 4° 19' 48" OL | 477286 | Meer afbeeldingen |
| Laakmolen                                        | Industrie- en poldermolen | 1699     |                 | Trekweg 102       | 52° 4' 4" NB, 4° 19' 57" OL  | 18073  | Meer afbeeldingen |